# Río Blanco
Río Blanco là một đô thị thuộc bang Veracruz, México. Năm 2005, dân số của đô thị này là 40018 người.